# Qiu Jian
Qiu Jian (邱健S, Qiū JiànP; 25 giugno 1975) è un tiratore a segno cinese.

## Carriera
Ha vinto la medaglia d'oro olimpica alle Olimpiadi di Pechino 2008 nella specialità carabina 50 metri 3 posizioni maschile.